# Le Dernier Pharaon
Le Dernier Pharaon est un album de bande dessinée scénarisé par Jaco Van Dormael, Thomas Gunzig et François Schuiten et dessiné par François Schuiten. C'est un hors-série de la série Blake et Mortimer créée par Edgar P. Jacobs, les auteurs s'affranchissant des codes scénaristiques et graphiques propres à la série.
L'aventure est publiée directement en album le 29 mai 2019 aux Éditions Blake et Mortimer, sans passer par l'habituelle prépublication en feuilleton dans un quotidien. L'histoire n'est pas traduite en langue étrangère, sauf le néerlandais.
Alors que plusieurs décennies ont passé pour Blake et Mortimer depuis leur aventure du Mystère de la Grande Pyramide, un étrange rayonnement s'échappant du Palais de justice de Bruxelles provoque la panne de tous les appareils électroniques. Le professeur Mortimer parvient à contenir le phénomène et la capitale belge est évacuée. Lorsque le phénomène reprend, touchant cette fois toute l'Europe, le colonel Blake sort son vieil ami de la retraite pour l'envoyer à Bruxelles faire cesser le rayonnement avant qu'une solution plus radicale soit mise en œuvre.

## Résumé
À la fin de leur aventure du Mystère de la Grande Pyramide, le capitaine Francis Blake et le professeur Philip Mortimer reprennent lentement leurs esprits à l'intérieur de la Grande Pyramide de Khéops sans souvenirs des évènements des dernières heures.
Bien des années plus tard, Mortimer se rend au Palais de justice de Bruxelles où un ami, Henri, a découvert un puissant rayonnement électromagnétique inconnu. À la recherche de sa source dans les sous-sols du bâtiment, les deux hommes sont bloqués par un mur couvert de hiéroglyphes égyptiens. Henri creuse une ouverture mais une lumière verte éblouissante s'en échappe et le passage s'effondre. Seul Mortimer parvient à s'échapper alors que le palais de justice se retrouve embrasé par la lumière verte. Le rayonnement entraîne le dysfonctionnement de tous les appareils électriques et électroniques des environs et provoque de violents cauchemars chez les personnes exposées, dont Mortimer. Pendant des mois, Mortimer et son équipe construisent une cage de Faraday autour du palais de justice pour contenir le rayonnement. Bruxelles est évacuée et l'ONU condamne l'accès à la ville avec une enceinte fortifiée.
Des années plus tard, un groupe d'hommes utilise des explosifs pour libérer le rayonnement. L'Europe est alors touchée par un black-out généralisé. Plusieurs États dont le Royaume-Uni, craignant que le monde entier soit touché, prévoient de régler le problème en envoyant des missiles nucléaires sur Bruxelles. Blake, promu colonel, prévient Mortimer, désormais à la retraite, qui craint une réaction en chaîne, le syndrome chinois. Il demande au professeur de retourner dans la capitale belge pour arrêter le rayonnement tandis que lui-même tente de freiner le lancement des missiles.
Mortimer est parachuté sur Bruxelles mais atterrit loin du palais de justice. La progression est difficile dans cette ville abandonnée où la nature a repris ses droits. Alors qu'il est attaqué par une meute de chiens, il est sauvé par des enfants. Il découvre que vit ici toute une communauté d'altermondialistes et de réfugiés venus chercher un monde meilleur. Une jeune femme, Lisa, accepte de venir en aide à Mortimer, en commençant le soir même par le libérer de ses cauchemars en lien avec l'Égypte. Le lendemain,  ils se rendent au palais de justice où ils font face à quelques membres de la communauté qui refusent de voir disparaître leur nouvelle vie avec l'arrêt du rayonnement. Mais lorsque Lisa est blessée, ils se ravisent.
Mortimer rentre seul dans le palais de justice et descend au sous-sol où il a la surprise d'être accueilli par Henri, toujours vivant mais défiguré. Ce dernier guide Mortimer à travers des vestiges égyptiens jusqu'à une immense cavité occupée par une pyramide inversée. Henri explique que les pyramides ont été construites par les égyptiens aux croisements de flux d'énergie cosmo-tellurique pour les maîtriser. Le point le plus important était situé à l'emplacement de la future Bruxelles. Ils y construisirent une pyramide inversée mais elle ne fut jamais achevée et tomba peu à peu dans l'oubli. Seule une confrérie garda la mémoire de ces lieux et l'un de ses membres, l'architecte Joseph Poelaert, installa secrètement l'ultime mécanisme au sommet du palais de justice lors de sa construction. À court d'idées et de temps, Mortimer veut actionner le mécanisme pour libérer l'énergie, mais Henri refuse car seul le Dernier Pharaon a ce droit. Alors que les deux hommes se battent, Henri est emmené dans les profondeurs par les tentacules d'une bête préhistorique. Pendant ce temps, Blake a échoué à retarder le lancement des missiles et a même été mis aux arrêts.
Mortimer grimpe jusque dans le dôme du palais de justice. Il actionne un mécanisme qui libère de l'eau dont la pression fait exploser le dôme en verre. Alors qu'il va actionner un second mécanisme, Henri refait son apparition. Il est sur le point d'abattre Mortimer lorsqu'il est transpercé d'une flèche tirée par Lisa. Elle explique à Mortimer qu'elle est la fille du cheik Abdel Razek et que ce dernier a donné à Mortimer le code pour activer l'ultime mécanisme, faisant de lui le Dernier Pharaon. Elle lui débloque ses souvenirs de son aventure égyptienne et Mortimer comprend que le code est inscrit sur la bague que le cheik lui avait remis. Il actionne le mécanisme et libère l'énergie. Un faisceau de lumière verte s'étend dans toute l'atmosphère de la planète, provoquant un black-out mondial.
Un an plus tard, les deux amis se retrouvent à Londres alors que le black-out semble définitif. Mortimer annonce à Blake sa volonté de s'installer à Bruxelles où il retrouve Lisa. Les calèches, montgolfières et ballons dirigeables ont fait leur retour.

## Lieux et personnages

### Personnages
Le Dernier Pharaon met en scène les deux personnages principaux de la série : le professeur Philip Mortimer et le — désormais — colonel Francis Blake. L'aventure ne fait intervenir aucun autre personnage récurrent de la série.
- Professeur Philip Mortimer : physicien britannique
- Colonel Francis Blake : chef du MI5
- Henri : ami de Mortimer au Palais de justice de Bruxelles
- Lisa : membre de la communauté de Bruxelles
- Luna : membre de la communauté de Bruxelles
- Général de l'armée britannique
- Ingénieur de l'armée britannique
- Superviseur de l'ONU

L'aventure fait également brièvement apparaître l'architecte belge Joseph Poelaert ayant construit le Palais de justice de Bruxelles.

### Lieux

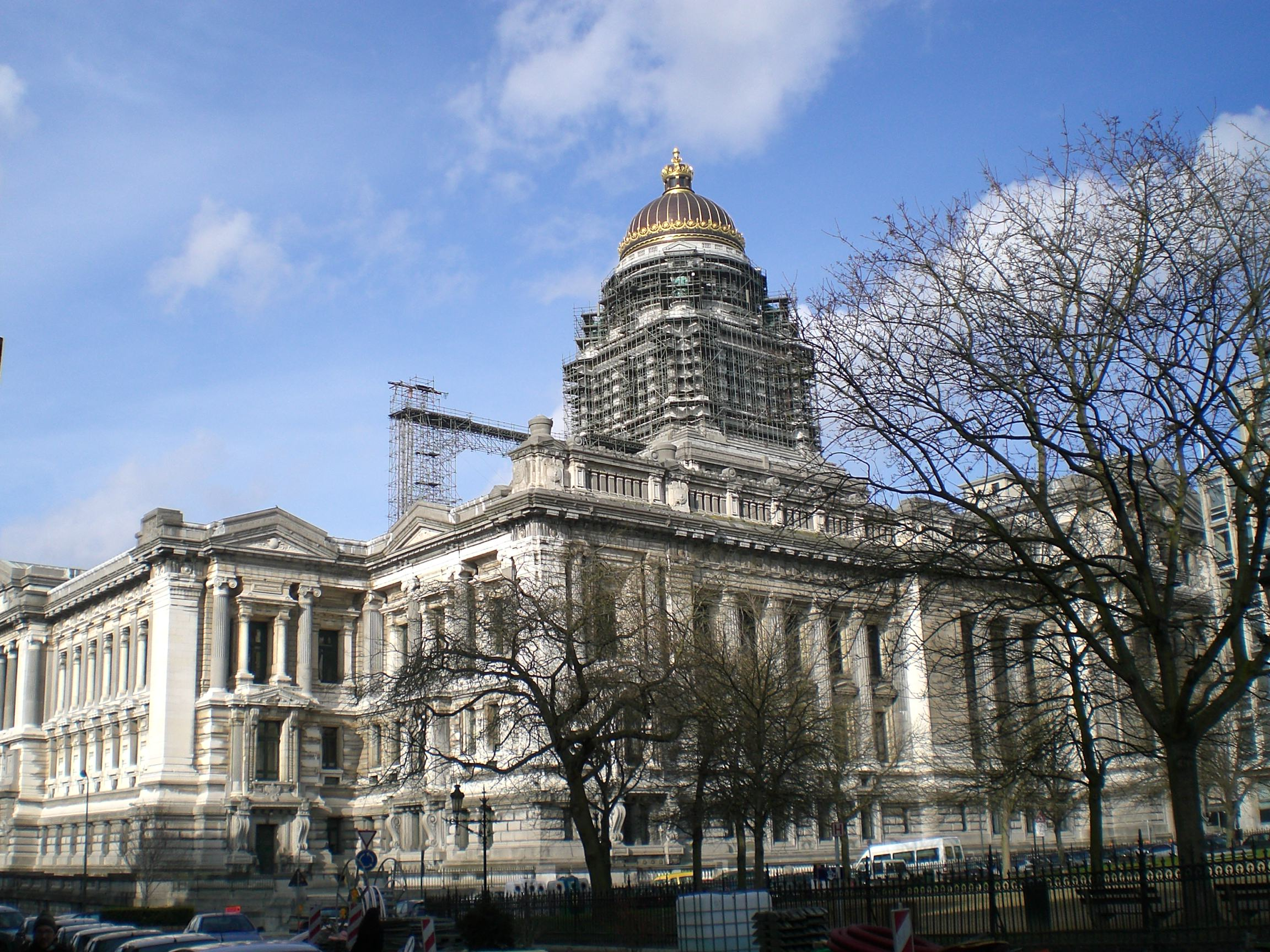
Palais de justice de Bruxelles.

L'aventure se déroule principalement à Bruxelles en Belgique, et dans une moindre mesure à Londres au Royaume-Uni.
- Grande pyramide de Gizeh (Égypte)
- Bruxelles (Belgique)
  - Palais de justice
- Londres (Royaume-Uni)
  - Domicile de Mortimer au 99 bis Park Lane
  - Siège du MI5

## Historique
Pendant des années, les Éditions Blake et Mortimer demandent au dessinateur belge François Schuiten de faire un album. Ils vont jusqu'à lui donner carte blanche pour tenter de le convaincre. Mais ce dernier refuse toujours, « ne voyant pas quoi apporter de plus par rapport à la série existante ». C'est alors qu'un journaliste du quotidien Le Soir lui montre une note d'Edgar P. Jacobs où ce dernier emmène ses héros en Belgique — une gageure à une époque où il fallait faire oublier sa « belgitude » pour ne pas se couper du marché français — et met en scène le Palais de justice de Bruxelles. Séduit par l'idée d'une histoire se déroulant chez lui en Belgique et fasciné par le monument, François Schuiten accepte enfin de réaliser un album. Il fait appel au réalisateur Jaco Van Dormael et à l'écrivain Thomas Gunzig pour l'aider au scénario. L'illustrateur Laurent Durieux, affichiste renommé aux États-Unis, est appelé pour s'occuper de la mise en couleur,.
Les auteurs travaillent pendant quatre ans pour livrer l'album. Ils décident de relier leur histoire à celle du Mystère de la Grande Pyramide, l'amnésie des deux héros à la fin du double album leur servant de point de départ. Schuiten est aidé par le fait qu'il a participé au projet ScanPyramids qui a notamment radiographié la pyramide de Khéops en Égypte,.

## Publications

### En français
Le Dernier Pharaon est publié le 20 mai 2019 par les Éditions Blake et Mortimer en album grand format avec différentes couvertures selon le distributeur et au format à l'italienne dans un tirage limité à 8 000 exemplaires. Il n'y a pas eu de prépublication.

### Traductions
L'aventure a été traduite en néerlandais

## Accueil et postérité
L'album est bien reçu par la critique. Pour Le Parisien, c'est un « album à grand spectacle, dans le bon sens du terme, moderne sans jamais trahir la tradition ». Pour Le Figaro, c'est une « grande bande dessinée, ample et maîtrisée, qui réussit à capter l'esprit de Jacobs et de la série originelle ». France Info « reste bouche bée devant les cases magnifiques » tandis que CNews parle d'un « vent de renouveau ».
Mais si la qualité des dessins de Schuiten est reconnue de tous, le scénario ne fait pas l'unanimité. France Info « reste sur sa faim » et parle de « raccords scénaristiques poussifs et des deus ex machina un peu faciles ». Pour Le Point, l'album « se perd dans un dédale mystico-fumeux ».
Lors de la Fête de la BD à Bruxelles en septembre 2019, l'album reçoit le prix Atomium de Bruxelles, décerné par le ministre-président de la région bruxelloise, pour récompenser un album mettant en valeur la métropole.